# Villa Prendić à Belgrade
La villa Prendić à Belgrade (en serbe cyrillique : Вила Прендић у Београду ; en serbe latin : Vila Prendić u Beogradu) est située à Belgrade, la capitale de la Serbie, dans la partie urbaine de la municipalité de Palilula. Elle est inscrite sur la liste des monuments culturels protégés de la république de Serbie et sur la liste des biens culturels de la ville de Belgrade (identifiant no SK 2236),.

## Présentation
La villa, située 20 Osmana Đikića dans le quartier connu sous le nom de « Profesorska kolonija » (la « colonie des professeurs »), a été construite en 1932-1933 pour l'avocat Jovan Prendić et pour sa femme, le médecin Dragojla Prendić, selon un projet de l'architecte Milan Zloković,. Cet architecte était un important représentant du mouvement moderne et il avait déjà construit dans ce style sa propre maison familiale à Belgrade en 1927, maison aujourd'hui classée (identifiant no SK 980), et il allait construire entre 1936 et 1940, l'hôpital universitaire pour les enfants de la capitale serbe, bâtiment lui aussi classé (identifiant no SK 985),.
La villa a été conçue comme un bâtiment indépendant donnant sur un parc pour servir de résidence mais aussi pour abriter un cabinet médical ; elle est constituée d'un sous-sol, d'un rez-de-chaussée et d'un étage. La partie médicale se compose de deux pièces, une salle d'attente et le cabinet lui-même, et elle est située dans un espace de forme cubique à l'écart de l'espace résidentiel proprement dit. La partie résidentielle est formée d'un espace de réception, avec un hall, un salon et une salle à manger situé une partie du rez-de-chaussée surélevée d'un mètre par rapport à l'espace de travail, tandis que l'espace de service, cuisine, cellier et toilettes, sont situés de plain-pied dans la profondeur de la maison derrière le bureau et au sous-sol ; la partie privative de la maison, notamment les chambres et la salle de bain, se trouvent à l'étage.
L'esprit moderniste de la maison est particulièrement visible dans le jeu sur les masses architecturales et dans le traitement épuré des façades, l'organisation compacte de l'espace et le souci de la fonctionnalité. Dans son jeu sur les masses et les volumes, Milan Zloković se montre très influencé par les réalisations de l'architecte Adolf Loos, notamment la villa Moller à Vienne (1927-1928) et la villa Müller (1928-1931) et la villa Winternitz (1931-1932) à Prague.
De plus, le monument culturel fait partie intégrante de l'ensemble architectural et urbain de la Profesorska kolonija, qui a été classé en 2020 sur la liste des entités spatiales historico-culturelles protégées de la république de Serbie (identifiant no PIKC 88),.